# Gianfranco Paolucci
Gianfranco Paolucci (Pésaro, 18 de febrero de 1934) es un deportista italiano que compitió en esgrima, especialista en la modalidad de espada. Participó en dos Juegos Olímpicos de Verano en los años 1964 y 1968, obteniendo una medalla de plata en Tokio 1964 en la prueba por equipos.

## Palmarés internacional
| Juegos Olímpicos | Juegos Olímpicos | Juegos Olímpicos | Juegos Olímpicos   |
| Año              | Lugar            | Medalla          | Prueba             |
| ---------------- | ---------------- | ---------------- | ------------------ |
| 1964             | Tokio (Japón)    | Medalla de plata | Espada por equipos |